# Raya2 Expansión
Club Raya2 Expansión – nieistniejący już meksykański klub piłkarski z siedzibą w mieście Monterrey, stolicy stanu Nuevo León. Funkcjonował w latach 2021–2023. Domowe mecze rozgrywał na obiekcie Estadio BBVA. Był klubem filialnym CF Monterrey.

## Historia
Klub powstał w czerwcu 2021 jako filia pierwszoligowego CF Monterrey i dołączył do drugiej ligi meksykańskiej w ramach jej rozszerzenia z szesnastu do osiemnastu zespołów. Głównym zadaniem zespołu było ogrywanie młodych wychowanków akademii Monterrey w seniorskim futbolu. Domowe mecze rozgrywał – podobnie jak pierwsza drużyna – na obiekcie Estadio BBVA.
W maju 2023 klub został rozwiązany, bezpośrednio po tym, jak władze drugiej ligi podjęły decyzję o jej reformie i dołączeniu do niej drużyn U-23 wszystkich pierwszoligowych klubów. 

## Trenerzy
- Aldo de Nigris (2021–2022)[4]
- Nicolás Sánchez (2022–2023)[5]